# Carne (filme)

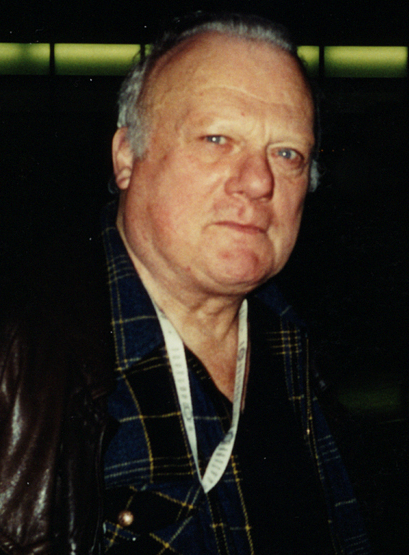
O ator Philippe Nahon. (foto de 1999)

Carne é um curta-metragem francês, do gênero drama, escrito e dirigido por Gaspar Noé. Lançado em 1991 (Brasil), foi protagonizado por Philippe Nahon e Blandine Lenoir.

## Elenco
- Philippe Nahon
- Blandine Lenoir
- Frankye Pain
- Hélène Testud